# The Maxx
The Maxx è una serie televisiva animata statunitense del 1995, creata da Sam Kieth e Bill Messner-Loebs.
La serie è basata sull'omonimo fumetto da cui trae i capitoli Darker Image #1, The Maxx #1/2 e i numeri #1–11 della serie regolare, raffigurando l'introduzione di Julie, Maxx, Mr. Gone e, più avanti nella serie, Sara; tuttavia, la serie animata non rivela le origini dei personaggi come descritte nei vari fumetti. Nel corso degli episodi l'animazione cambia spesso stile, presentando talvolta scene in cui i personaggi vengono introdotti dettagliatamente e altre in cui vengono semplificate, per mostrare maggiormente i cambiamenti delle prospettive. Talvolta, l'animazione viene intervallata da scene in CGI e parti di lungometraggi in live action.
La serie è stata trasmessa per la prima volta negli Stati Uniti su MTV dall'8 aprile al 19 giugno 1995, per un totale di 13 episodi ripartiti su una stagione. In Italia la serie è stata trasmessa su MTV dal 15 marzo al 3 maggio 1998.

## Trama
The Maxx, un enorme supereroe senzatetto, cerca di proteggere la sua assistente sociale e amica Julie da un serial killer onnisciente chiamato Mr. Gone, sia nel mondo reale che nel mondo fantastico subconscio.

## Episodi
| nº | Titolo originale | Titolo italiano | Prima TV USA   | Prima TV Italia |
| -- | ---------------- | --------------- | -------------- | --------------- |
| 1  | Episode 1        | Episode 1       | 8 aprile 1995  | 15 marzo 1998   |
| 2  | Episode 2        | Episode 2       | 8 aprile 1995  | 15 marzo 1998   |
| 3  | Episode 3        | Episode 3       | 17 aprile 1995 | 22 marzo 1998   |
| 4  | Episode 4        | Episode 4       | 17 aprile 1995 | 22 marzo 1998   |
| 5  | Episode 5        | Episode 5       | 24 aprile 1995 | 29 marzo 1998   |
| 6  | Episode 6        | Episode 6       | 24 aprile 1995 | 29 marzo 1998   |
| 7  | Episode 7        | Episode 7       | 1º maggio 1995 | 5 aprile 1998   |
| 8  | Episode 8        | Episode 8       | 1º maggio 1995 | 5 aprile 1998   |
| 9  | Episode 9        | Episode 9       | 8 maggio 1995  | 12 aprile 1998  |
| 10 | Episode 10       | Episode 10      | 8 maggio 1995  | 12 aprile 1998  |
| 11 | Episode 11       | Episode 11      | 19 giugno 1995 | 19 aprile 1998  |
| 12 | Episode 12       | Episode 12      | 19 giugno 1995 | 26 aprile 1998  |
| 13 | Episode 13       | Episode 13      | 19 giugno 1995 | 3 maggio 1998   |

## Personaggi e doppiatori
- The Maxx, voce originale di Michael Haley.
- Julie Winters, voce originale di Glynnis Talken.
- Mr. Gone, voce originale di Barry Stigler.
- Sara, voce originale di Amy Danles.
- Glorie, voce originale di Glynnis Talken.